# Pozzo del Merro
Pozzo del Merro (v překladu z italštiny Studna Merro, přičemž merro je již málo používaný regionální výraz pro propast) je zatopená propast v regionu Lazio ve střední Itálii. Nachází se na katastru městečka Sant'Angelo Romano na území metropolitního města Říma (dříve Římská provincie), zhruba dvě desítky kilometrů směrem na severovýchod od historického centra italského hlavního města.

## Geografie a popis
Propast Pozzo del Merro, v italských zdrojích charakterizovaná též jako krasový závrt, se nachází v jurských vápencích v levobřežní oblasti Tibery, v místech, kde se z údolí řeky zvedá pahorkatina Monti Cornicolani. Tento přírodní unikát leží zhruba v polovině pětikilometrové vzdálenosti mezi městy Mentana a Sant´Angelo Romano, pouhý asi 1 kilometr od italské páteřní dálnice A1 (Autostrada del Sole), spojující Milán s Neapolí. Ústí propasti se nachází v nadmořské výšce 140 - 150 metrů a má rozměry 70 x 120 metrů. Hladina jezírka, jehož maximální šířka je 27 metrů, je v hloubce 80 metrů od povrchu.
Propast je součástí přírodní rezervace Macchia di Gattaceca a Macchia del Barco (Riserva Naturale della Macchia di Gattaceca e Macchia del Barco). Okolí Pozzo del Merro je bohaté na četné krasové jevy, jako jsou různé dutiny, jeskyně a závrty.

## Historie
V popisu turistické trasy z Říma do Sant'Angelo Romano z roku 1890 se hovoří o tom, že nedaleko městečka je jakási propast, jejíž stěny jsou porostlé stromy a na dně je malé jezírko. Místní lidé si v minulosti vyprávěli podivné skazky o tom, že když se někdo v jezírku utopil, tak jeho tělo později našli v moři, ovšem tyto pověsti neměly žádný reálný základ.

### Ohrožení lokality
V 70. letech 20. století římská městská společnost l'Azienda Comunale Elettricità e Acque di Roma začala využívat vodu z propasti pro zásobování italské metropole. Při čerpání vody z větších hloubek se však složení vody zhoršovalo, takže nakonec musela zmíněná firma své podnikání ukončit. V místě po ní zůstaly dosud patrné stopy, jako jsou kolejnice, schody, technická zařízení a betonová budova čerpací stanice. Území přírodní rezervace, zejména kvalita zdejších podzemních vod, je ohrožováno též vzrůstající urbanizací příměstských oblastí Říma.

### Měření hloubky

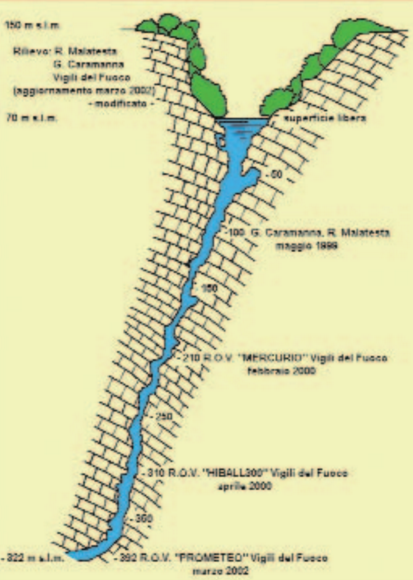
Schematické zobrazení zatopené části Pozzo del Merro (kresba Francesco Cervoni)

Od 90. let 20. století italští vědci a speleologové se snažili změřit hloubku zatopené části propasti. V roce 1999 se podařilo dosáhnout hloubky 100 metrů. V letech 2000 - 2002 byla prováděna měření pomocí "miniponorek" - podvodních robotů "Mercurio", "Hyball 300" a "Prometeo", až nakonec 19. 3. 2002 bylo dosaženo hloubky 392 metrů. Od té doby až do září roku 2016 byla Pozzo del Merro považována za nejhlubší zatopenou propast světa. Dne 27. 9. 2016 byla pomocí speciálního podvodního robotu, zkonstruovaného polským inženýrem Bartolomiejem Gryndou, v moravské Hranické propasti naměřena hloubka zatopené části 404 metrů a tím byl dosavadní italský rekord překonán. Ovšem jak v případě Hranické propasti, tak i propasti Pozzo del Merro se předpokládá, že v průběhu dalších výzkumů bude zjištěna ještě mnohem větší hloubka těchto krasových útvarů.

## Flora a fauna
Na stěnách propasti nad jezírkem se vyskytuje pozoruhodné rostlinné společenství. Jeho součástí jsou například dub pýřitý,kalina modroplodá, zmarlika Jidášova nebo ptačí zob. Roste zde i několik druhů orchidejí a nejzajímavější je výskyt sturače (Styrax officinalis). U jezírka v Pozzo del Merro žijí též chráněné druhy živočichů, jako je čolek obecný a čolek italský (Triturus carnifex) nebo endemický druh apeninské žáby Rana italica. Ve vodou zatopené propasti byl v roce 2004 objeven a popsán pod jménem Niphargus cornicolanus dosud neznámý druh korýše z řádu různonožců ( (Amphipoda).